# Lømmelpakken
Lømmelpakken (egentlig: L 49 Om straffeloven og lov om politiets virksomhed – også kaldet Uro-pakken) er en dansk lovpakke vedtaget den 26. november 2009. Den blev officielt lanceret af Venstres politiske ordfører Peter Christensen den 14. september 2009 i Jyllands-Posten, og indgik som en del af finanslovsaftalen november 2009. Lovpakken har til formål at ”styrket indsats mod omfattende forstyrrelse af den offentlige orden m.v.”, ved hjælp af især højere bødestraffe for overtrædelser af ordensbekendtgørelsen. 

## Indhold
Iblandt pakkens hovedtiltag er:
- Politiets mulighed for præventiv anholdelse udvides fra op til 6 timer til op til 12 timer.
- Straffen for at forhindre politiet i udførelsen af deres arbejde hæves til 40 dages fængselsstraf. Før lovforslaget blev det straffet med bøde.
- Ved fastlæggelse af straf bliver det en skærpende omstændighed, hvis overtrædelsen foregik i ”umiddelbar forlængelse af at der i området foregår grov forstyrrelse af ro og orden på offentligt sted.

## Vedtagelse
Lømmelpakken blev fremsat i Folketinget den 29. oktober 2009 af daværende justitsminister Brian Mikkelsen. Under høringsrunden fik loven hård kritik af bl.a. Kriminalforsorgsforeningen og Landsforeningen af Forsvarsadvokater. Det var sandsynligvis derfor at loven i stedet blev lagt ind i årets finanslovsaftalen og vedtaget som en del af denne den 26. november 2009 med 58 stemmer for, alle fra regeringspartierne og Dansk Folkeparti og 50 imod, og trådte i kraft den 3. december 2009.

## Anvendelse
Lømmelpakken var ifølge Justitsministeriet især møntet på de nært forestående protester under FNs klimakonference i København. Lømmelpakken blev taget i anvendelse i forbindelse med flere aktioner, og i alt 1915 demonstranter tilbageholdt. Hensigten med pakken var angiveligt... " at sende et klart signal til dem, der måtte sidde og planlægge autonom kriminalitet for at ødelægge København under klimatopmødet."  De aktivister, der efter politiets skøn udførte autonom kriminalitet, blev indsat i det midlertidige "klimafængsel" i Valby. Klimafængslet var indrettet med 37 bure, der havde plads til 346 anholdte ad gangen. Blandt de indsatte var den kendte tv-vært Bubber. De fleste blev løsladt i dagene efter topmødets afslutning.

## Kritik
I 2012 producerede dokumentarinstruktør Phil Brown fra England en dokumentar, der fremhævede og kritiserede lovpakken. 
Østre Landsret har udtalt sig kritisk om lømmelpakken. Også en række forsvarsadvokater har udtrykt betænkelighed ved de beføjelser, den giver politiet. 
I november 2011 udtalte daværende justitsminister Morten Bødskov, at regeringen ville drøfte lømmelpakken med Enhedslisten og Liberal Alliance. Dagbladet Information beretter i en artikel 20. december 2013, at regeringen endnu ikke har taget initiativ til en sådan drøftelse, og at den nuværende justitsminister, Karen Hækkerup under lovbehandlingen i 2009 var kritisk overfor forslaget og bl. a udtalte »Det her lovforslag rammer ikke dem, der sætter byen i brand, og det generer bare en hel masse andre mennesker. Det er sjusk, det er dårligt gennemført, og det risikerer at blive en ny knivlov,«